# Gran Premi del Canadà del 1999
Resultats del Gran Premi del Canadà de Fórmula 1 de la temporada 1999, disputat al circuit urbà de Gilles Villeneuve a Mont-real el 13 de juny del 1999.

## Resultats de la cursa
| Pos | No | Pilot                 | Equip                  | Voltes | Temps/ Retir. | Pos. de sort. | Punts |
| --- | -- | --------------------- | ---------------------- | ------ | ------------- | ------------- | ----- |
| 1   | 1  | Mika Häkkinen         | McLaren - Mercedes     | 69     | 1h 41' 36. 2  | 2             | 10    |
| 2   | 9  | Giancarlo Fisichella  | Benetton - Playlife    | 69     | + 0.782 s     | 7             | 6     |
| 3   | 4  | Eddie Irvine          | Ferrari                | 69     | + 1.797 s     | 3             | 4     |
| 4   | 6  | Ralf Schumacher       | Williams - Supertec    | 69     | + 2.392 s     | 13            | 3     |
| 5   | 17 | Johnny Herbert        | Stewart - Ford         | 69     | + 2.805 s     | 10            | 2     |
| 6   | 12 | Pedro Diniz           | Sauber - Petronas      | 69     | + 3.711 s     | 18            | 1     |
| 7   | 2  | David Coulthard       | McLaren - Mercedes     | 69     | + 5.004 s     | 4             |       |
| 8   | 21 | Marc Gené             | Minardi - Ford         | 68     | + 1 Volta     | 22            |       |
| 9   | 18 | Olivier Panis         | Prost - Peugeot        | 68     | + 1 Volta     | 15            |       |
| 10  | 20 | Luca Badoer           | Minardi - Ford         | 67     | + 2 Voltes    | 21            |       |
| 11  | 8  | Heinz-Harald Frentzen | Jordan - Mugen - Honda | 65     | Frens         | 6             |       |
| Ret | 5  | Alex Zanardi          | Williams - Supertec    | 50     | Frens         | 12            |       |
| Ret | 15 | Toranosuke Takagi     | Arrows                 | 41     | Transmissió   | 19            |       |
| Ret | 22 | Jacques Villeneuve    | BAR - Supertec         | 34     | Virolla       | 16            |       |
| Ret | 3  | Michael Schumacher    | Ferrari                | 29     | Virolla       | 1             |       |
| Ret | 14 | Pedro de la Rosa      | Arrows                 | 22     | Transmissió   | 20            |       |
| Ret | 7  | Damon Hill            | Jordan - Mugen - Honda | 14     | Virolla       | 14            |       |
| Ret | 16 | Rubens Barrichello    | Stewart - Ford         | 14     | Direcció      | 5             |       |
| Ret | 23 | Ricardo Zonta         | BAR - Supertec         | 2      | Virolla       | 17            |       |
| Ret | 11 | Jean Alesi            | Sauber - Petronas      | 0      | Col·lisió     | 8             |       |
| Ret | 19 | Jarno Trulli          | Prost - Peugeot        | 0      | Col·lisió     | 9             |       |
| Ret | 10 | Alexander Wurz        | Benetton - Playlife    | 0      | Transmissió   | 11            |       |

## Altres
- Pole: Michael Schumacher 1' 19. 298
- Volta ràpida: Eddie Irvine 1' 20. 382 (a la volta 62)